# Kirchenruine Emmaus Nikopolis

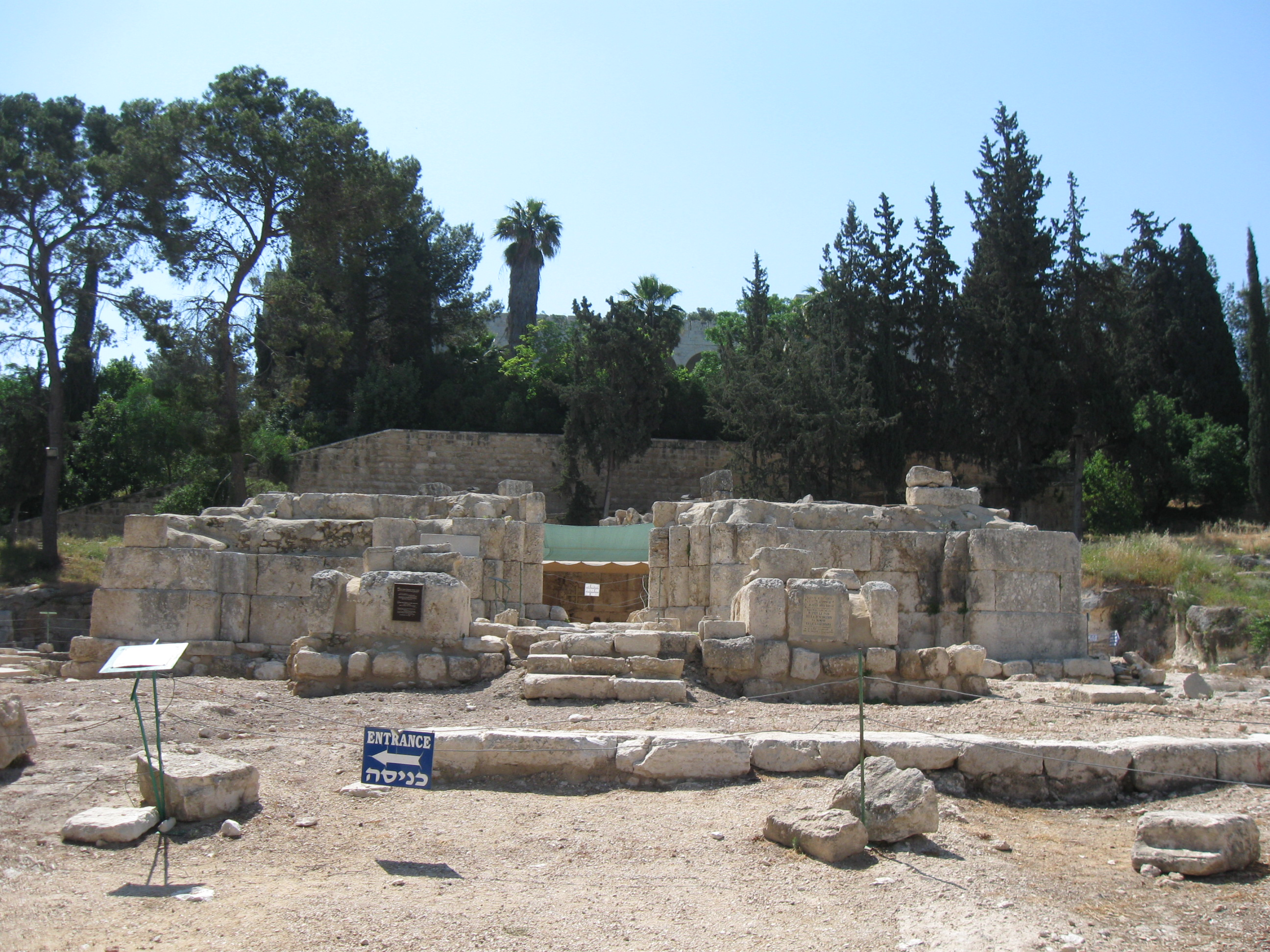
Blick auf die Ruine von Westen

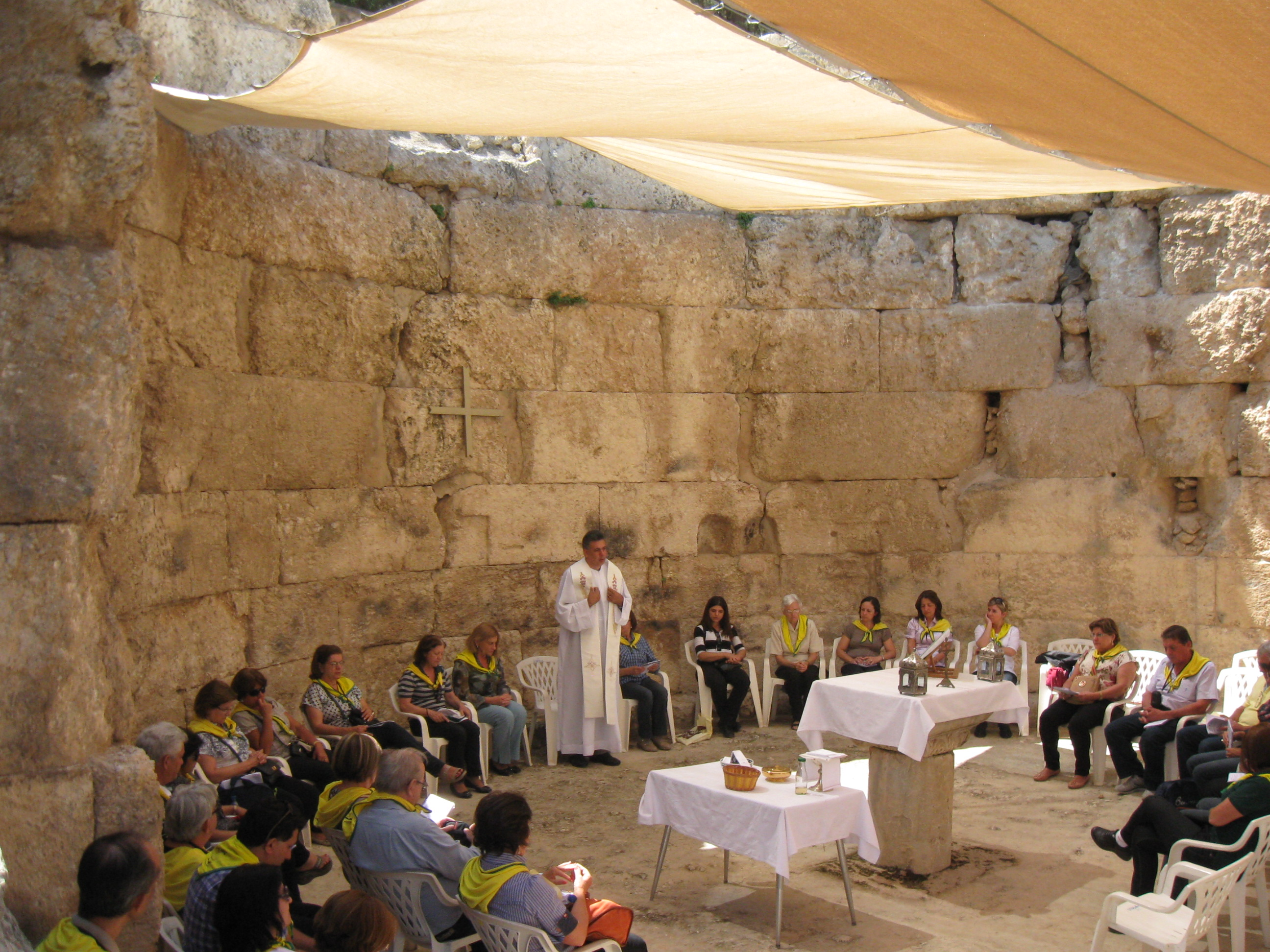
Gottesdienst in der Ruine der Apsis

Die Kirchenruine in Emmaus Nikopolis in Israel ist der Überrest eines von den Kreuzfahrern erbauten Gotteshauses an einem der Orte, die als das Emmaus des Lukas-Evangeliums identifiziert wurden. 

## Geschichte
Im Februar 1141 bestätigte der lateinische Patriarch Wilhelm von Jerusalem dem Großmeister des Johanniterordens, Raymond du Puy, die Pacht des Gebietes um Emmaus. Dort befand sich die Ruine einer byzantinischen Basilika, deren Reste teilweise in einen Kirchenneubau einbezogen wurden. 1186 wurde ein Bailli von Emmaus erwähnt, was darauf hindeutet, dass sich an der neuerbauten Kirche eine zugehörige Kommende der Johanniter befand. Nach 1187 war der Ort verlassen und es ist unklar, ob die Johanniter nach dem dritten Kreuzzug nach Emmaus zurückkehrten. Die Kirche verfiel wie der byzantinische Vorgängerbau zur Ruine. Seit 1875 befindet sich die Ruine im Besitz der Karmeliten von Bethlehem.

## Bauten und Anlage
Die Kreuzfahrerkirche wurde im 12. Jahrhundert auf dem Mittelschiff einer byzantinischen Basilika aus dem 5./6. Jahrhundert errichtet. Einbezogen wurde deren erhaltene Hauptapsis, der man ein neues Langhaus auf das Mittelschiff der Basilika vorsetzte. Das Langhaus bestand aus vier Jochen und umfasste einen Raum von 12 × 23 Metern. Die Halbkreisapsis schloss äußerlich dreiseitig. Den Eingang bildete eine Vorhalle.